# Cantonul Cluses
Cantonul Cluses este un canton din arondismentul Bonneville, departamentul Haute-Savoie, regiunea Rhône-Alpes, Franța.

## Comune
- Arâches-la-Frasse
- Châtillon-sur-Cluses
- Cluses (reședință)
- Magland
- Saint-Sigismond